# Pterapherapteryx hexaptera
Pterapherapteryx hexaptera là một loài bướm đêm trong họ Geometridae.